# Gerlafingen
Gerlafingen és un municipi del cantó de Solothurn (Suïssa), situat al districte de Wasseramt.